# Сергій Бут
Сергій Бут (справжнє ім'я — Сергій Володимирович Бутинець) — сучасний український письменник, фотограф, двічі дипломант престижного літературного конкурсу «Коронація слова». Популярність здобув після виходу дебютного роману «Листи з того світу», який схвально сприйняли критики і читачі.

## Біографія
Сергій Бутинець народився в Червонограді. Дитинство і шкільні роки провів в шахтарському регіоні, де залюбки проводив час із друзями, вештаючись залишеними будівлями і штольнями, піднімаючись на дахи будинків, обстежуючи підвали радянських «хрущовок».
У 2004 році влаштовується на держслужбу, але невдовзі полишає цю справу, вважаючи її нецікавою та нудною. З цього моменту занурюється у творчість. З 2017 живе і працює у Кракові. 

## Мистецька діяльність
У студентські роки самостійно видавав студентську газету. В той час вперше спробував разом з одногрупником написати роман.
Після звільнення з роботи починає писати кіносценарії і фотографувати.
У 2010 році робота під назвою «Псих з Аляски» стає дипломантом всеукраїнського конкурсу «Коронація слова».
У 2014 році роман «Листи з того світу» отримує відзнаку на «Коронації слова» і видається.
У 2017 році перевидається «Листи з того світу» та видається «Аляска».

## Цитати
Цілий Львів — то музей просто неба, і ми, нащадки цього багатства, дякуємо всім, хто плекав це місто, сповиваючи його в пелюшки таємниць і легенд.
Боротьба із самим собою — ось формула успіху особистості.
«Листи з того світу» — історія з багатьма невідомими.